# Андріс Нельсонс
́Андріс Н́ельсонс (1978) — латвійський диригент, музичний директор Бостонського симфонічного оркестру, капельмейстер Лейпцизького оркестру Гевандхауза.

## Біографія
Нельсонс народився 18 листопада 1978 року в м. Рига, у сім'ї музикантів. Його мати заснувала перший у Латвії ансамбль ранньої музики, а батько був хоровим диригентом, віолончелістом та вчителем. У п'ятирічному віці мати і вітчим (диригент хору) відвезли Нельсонса на виставу Вагнера«Тангейзер», яка справила на нього величезне враження. В юному віці Нельсонс навчався грі на фортепіано, а з 12-річного віку опанував інший музичний інструмент — трубу.

## Творчий шлях
- В 2003році Нельсонс став головним диригентом Латвійської національної опери, посаду очолював чотири роки (до 2007 р.);
- В 2006—2009 р.р. очолював Філармонічний оркестр Північно-західної Німеччини;
- В 2008 році очолює Симфонічний оркестр Бірмінгема, виступає на Байройтському фестивалі, Літньому Люцернському фестивалі;
- З 16 травня 2013 — головний диригент Бостонського симфонічного оркестру.

В музичному сезоні 2006—2007 рр. латвійський диригент успішно співпрацював з багатьма відомими музичними колективами — оркестром Гельсінської філармонії, філармонійним оркестром ВВС, Ганноверським симфонічним оркестром, оркестрами Берлінського і Норвезького радіо.
Паралельно у Андріса Нельсонса було декілька важливих дебютів — з філаморнійним оркестром Осло, Стокгольмським королівським оркестром, симфонійним оркестром Віденського радіо, оркестром концертного залу "Mozarteum" в Зальцбурзі, симфонічним оркестром Франкфуртського радіо і паризьким «Ensemble Orchestral». Серед виконавців, з якими довелося виступати Нельсонсу — Міша Майський, Михайло Плетньов, Гідон Кремер, Хокан Харденбергер, Рено Капюсон, Оллі Мустонен, Сол Габетта, Албан Герхард і Байба Скріде.
У США Нелсьонс дебютував за диригентським пультом Чиказького оркестру, а влітку 2006 року разом з Національним молодіжним оркестром Німеччини відправився в турне країнами Південної Америки, яке завершилося в Берлінському концерному залі.
Дебют Нельсонса в Німеччині в оперному жанрі відбувся в січні 2007 року, коли він був диригентом «Богеми» Пуччині в Берлінській опері.
В репертуарі диригента в ЛНО — «Аїда» Верді, «Пікова дама» Чайковського, «Мадам Баттерфляй» Пуччині, «Травіата» Верді, «Турандот» Пуччині і «Валькірія» Вагнера.
В музичному сезоні 2006—2007 року вийшов перший компакт диск Нельсонса — два скрипічних концерти Д. Шостаковича, записаних разом з симфонічним оркестром Баварського радіо і скрипачкою Арабеллою Штейнбахер. В січні цей диск отримав престижну премію «Deutschen Schallplattenkritik» і був включений до списку кращих записів, а німецький журнал «Fono Forum» назвав його кращим записом місяця.

## Нагороди
У 2017 отримав головну премію «Греммі» за кращий оркестровий запис симфонії Дмитра Шостаковича «Під тінню Сталіна» у виконанні Бостонського симфонічного оркестру. Запис було видано під маркою Deutsche Grammophon.

## Особисте життя
Андріс Нельсонс був одружений з латвійською оперною співачкою Кристіне Ополайс. Вони зустрілися у Латвійській національній опері, де Нельсонс був деригентом, а Ополайс учасницею хору, і одружилися в 2011 році. Їхня донька Адріана Анна народилася 28 грудня 2011 року. Пара оголосила про розлучення 27 березня 2018 року. Нельсонс одружився з Еліс Гайдлер у квітні 2019 року.